# Harry Merkel (Schauspieler)
Harry Merkel (* 27. Dezember 1929 in Radebeul) ist ein deutscher Theater-, Film- und Fernsehschauspieler.

## Leben
Merkel lernte seinen Beruf als Theaterschauspieler von 1949 bis 1952 am Deutschen Theater-Institut in Weimar. Er debütierte am Theater der Freundschaft in Berlin-Lichtenberg, wo er bis 1957 blieb. Weitere Stationen seines Bühnenschaffens waren Nordhausen, die Landesbühnen Sachsen in seiner sächsischen Geburtsstadt Radebeul sowie das Hans-Otto-Theater in Potsdam. Im Jahr 1967 kehrte Merkel nach Ost-Berlin zurück, um dort an der Volksbühne Berlin bis zum Jahr 2000 auf den Brettern zu stehen.
Der Charakterschauspieler stand seit Beginn der 1950er-Jahre auch vor der Kamera. Es begann mit einigen Stacheltier-Kurzfilmen, dann kamen auch recht schnell erste Aufnahmen für das beginnende Fernsehen dazu. Merkel spielte in der Folgezeit in diversen Fernsehfilmen und -spielen, in Märchen- und Jugendstücken, dazu machte er Unterhaltungssendungen sowie Kabarett. Merkel spielte unter anderem in so unterschiedlichen Rollen wie dem Müller in dem Fernsehroman Wege übers Land, er gab den Bürgermeister Barthel in der DEFA-Filmkomödie Zünd an, es kommt die Feuerwehr und trat als Schriftsachverständiger Aust in der Polizeiruf-110-Folge Der Kreuzworträtselfall auf.
Seinen Abschied von der Schauspielerei nahm Merkel im Jahr 1998 nach etwa 45 Jahren mit einer Gastrolle in der Krankenhausserie Für alle Fälle Stefanie. Insgesamt wirkte Merkel in über 60 Film-und-Fernsehproduktionen mit.

## Filmografie (Auswahl)
- 1954: Das Stacheltier: Der Bart ist ab (Kurzfilm)
- 1954: Das Stacheltier: Scharfe Kalkulation (Kurzfilm)
- 1954: Leuchtfeuer
- 1961: Urlaub ohne Dich
- 1967: Die gefrorenen Blitze
- 1968: Hauptmann Florian von der Mühle
- 1968: Wege übers Land (TV-Mehrteiler)
- 1969: Seine Hoheit – Genosse Prinz
- 1971: Avantgarde (Theateraufzeichnung)
- 1972: Polizeiruf 110: Blütenstaub (TV-Reihe)
- 1972: Die Bilder des Zeugen Schattmann
- 1972: Der Staatsanwalt hat das Wort: Der illegale Projektant (TV-Reihe)
- 1974: Hallo Taxi
- 1975: Till Eulenspiegel
- 1975: Polizeiruf 110: Ein Fall ohne Zeugen (TV-Reihe)
- 1975: Die Wildente (Theateraufzeichnung)
- 1976: Liebesfallen
- 1977: Tambari
- 1977: Wer reißt denn gleich vor’m Teufel aus
- 1977: Dantons Tod (Studioaufzeichnung)
- 1978: Anton der Zauberer
- 1979: Zünd an, es kommt die Feuerwehr
- 1979: Verlobung in Hullerbusch
- 1979: Das Pferdemädchen
- 1980: Dach überm Kopf
- 1981: Als Unku Edes Freundin war
- 1981: Jockei Monika (Fernsehserie, 1 Folge)
- 1982: Spuk im Hochhaus (TV-Serie)
- 1983: Märkische Chronik
- 1984: Kaskade rückwärts
- 1984: Familie intakt (Fernsehserie, 1 Folge)
- 1985: Polizeiruf 110: Laß mich nicht im Stich (TV-Reihe)
- 1985: Sachsens Glanz und Preußens Gloria (TV-Mehrteiler)
- 1987: Wengler & Söhne – Eine Legende
- 1987: Maxe Baumann aus Berlin
- 1987: Der Geizige
- 1988: Polizeiruf 110: Ihr faßt mich nie! (TV-Reihe)
- 1988: Polizeiruf 110: Der Kreuzworträtselfall (TV-Reihe)
- 1989: Zwei schräge Vögel
- 1989: Schulmeister Spitzbart
- 1989: Die ehrbaren Fünf
- 1989: Polizeiruf 110: Variante Tramper (TV-Reihe)
- 1990: Klein, aber Charlotte (Fernsehserie, 1 Folge)
- 1990: Polizeiruf 110: Tödliche Träume (TV-Reihe)
- 1991: Der Tangospieler
- 1991: Jugend ohne Gott
- 1991: Polizeiruf 110: Das Treibhaus (TV-Reihe)
- 1992: Miraculi
- 1993: Polizeiruf 110: und tot bist du (TV-Reihe)
- 1994: Nächste Woche ist Frieden
- 1995: Polizeiruf 110: Bruder Lustig (TV-Reihe)
- 1998: Für alle Fälle Stefanie (Fernsehserie, 1 Folge)

## Theater
- 1953: Z. Ssolodar: Ferien am Waldsee – Regie: Gustav Wehrle (Theater der Freundschaft Berlin)
- 1953: Irina Karnauchowa / Leonid Braussewitsch: Die feuerrote Blume (Waldgeist) – Regie: Margot Gutschwager (Theater der Freundschaft Berlin)
- 1953: A. Sak/I. Kusnezow: Vorwärts, ihr Mutigen (Scout) – Regie: Paul Lewitt (Theater der Freundschaft Berlin)
- 1967: Helmut Baierl: Mysterium Buffo – Variante für Deutschland (Unreiner) – Regie: Wolfgang Pintzka (Volksbühne Berlin)
- 1968: William Shakespeare: Die lustigen Weiber von Windsor (Diener) – Regie: Harald Engelmann/Hans-Joachim Martens/Volkmar Neumann (Volksbühne Berlin)
- 1968: Dario Fo: Siebentens: Stiehl ein bißchen weniger (Totengräber) – Regie: Wolfgang Pintzka (Volksbühne Berlin)
- 1968: Arthur Fauquez: Barbarossa und die Sonnenblumeninsel (Weinhändler) – Regie: Ottofritz Gaillard (Volksbühne Berlin)
- 1970: Walentin Katajew: Avantgarde (Bauer) – Regie: Fritz Marquardt (Volksbühne Berlin)
- 1971: Bertolt Brecht: Der gute Mensch von Sezuan (Bruder) – Regie: Benno Besson (Volksbühne Berlin)
- 1973: Arne Leonhardt: Der Abiturmann (Dozent) – Regie: Ernstgeorg Hering (Volksbühne Berlin – Stern)
- 1977: Alexander W. Suchowo-Kobylin: Die Akte – Regie: Berndt Renne (Volksbühne Berlin)
- 1980: Ivan Radoev: Die Menschenfresserin (Topusow Nr. 2) – Regie: Fritz Bornemann (Volksbühne Berlin)
- 1988: Lope de Vega: La Dama Boba (Otabios Freund) – Regie: Horst Hawemann (Volksbühne Berlin)
- 1989: Michail Bulgakow: Hundeherz – Regie: Horst Hawemann (Volksbühne Berlin)

## Hörspiele
- 1989: Gerhard Rentzsch: Szenen vom Lande – Regie: Karlheinz Liefers (Hörspielreihe: Augenblickchen Nr. 1 – Rundfunk der DDR)
- 1990: Albert Wendt: Adrian und Lavendel – Regie: Karlheinz Liefers (Rundfunk der DDR)
- 1991: Frank Naumann: Mein Freund Diogenes – Regie: Karlheinz Liefers (Bayerischer Rundfunk)